# Megali idea

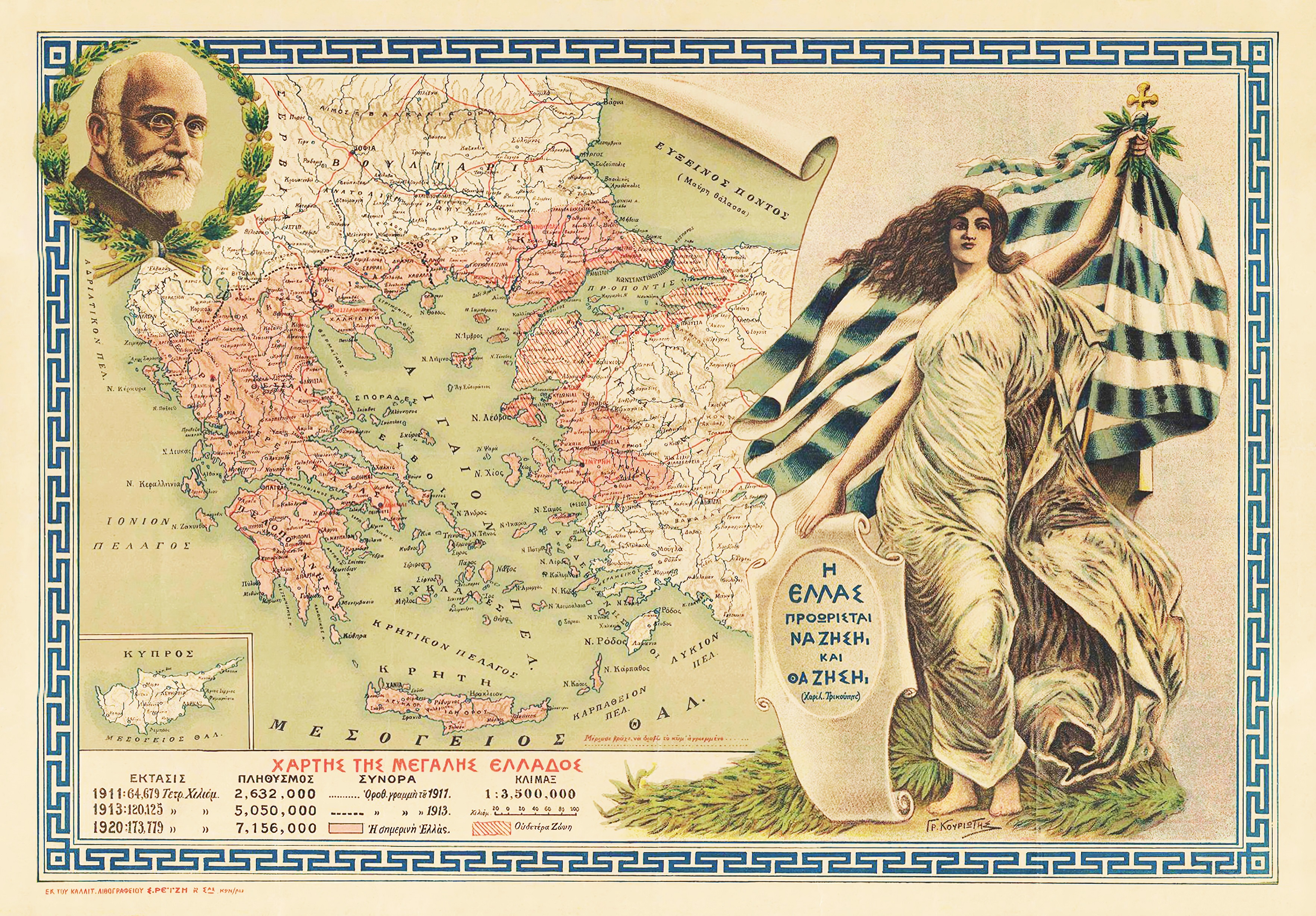
Mapa Velkého Řecka s Venizelovým portrétem

Megali idea (řecky Velká myšlenka, též Velké Řecko) je politická koncepce sjednocení všech Řeků do jediného státu. Jeho území zahrnuje jižní část Balkánského poloostrova, ostrovy v Egejském moři, západní část Malé Asie - Iónii a černomořské pobřeží (Pontus). Hlavním městem měla být Konstantinopol jako symbol návaznosti na Byzantskou říši. Zřejmě nejvýznamnějším zastáncem ideálu byl Eleftherios Venizelos.

## Historie

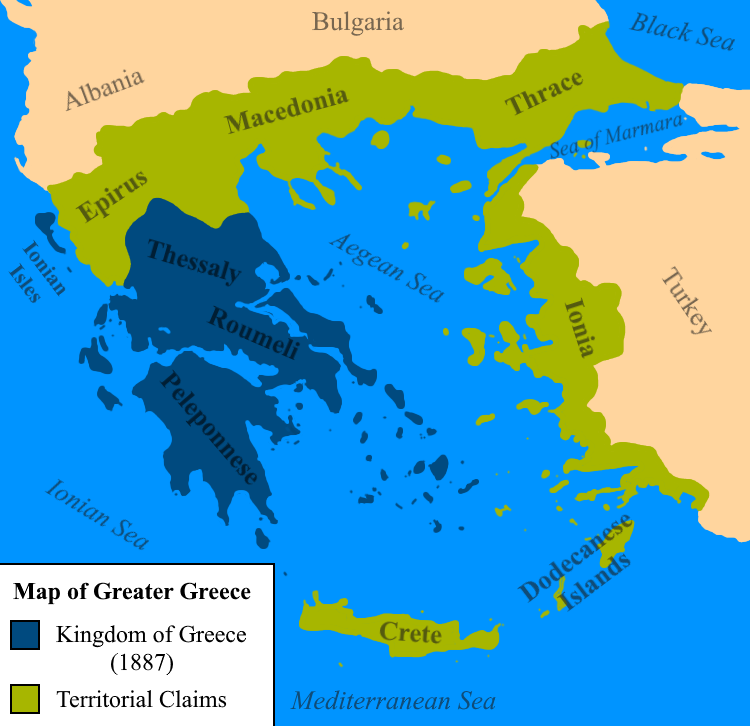
Území Řecka roku 1887
Nárokovaná území

Roku 1822 byla během vítězné Řecké osvobozenecké války vyhlášena První Helénská republika. Ta však zahrnovala pouze Peloponéský poloostrov, Attiku a Kyklady. Většina Řeků se tak stále nacházela mimo území řeckého státu (v té době dokonce žilo mnohem více Řeků mimo Řecko než v něm). Přirozeně tak vznikaly tendence vytvořit národní stát, který by zahrnoval všechna Řeky osídlená území. K formování samotné Megali idea dochází během Balkánských válek.
Do roku 1914 se Řekům do svého státu podařilo začlenit část Makedonie a Thrákie, Krétu a Samos. Po první světové válce řecká armáda na základě Sèvreské smlouvy zabrala západní pobřeží Malé Asie (Lýdie), ale v roce 1922 Mustafa Kemal Atatürk oblast obsadil. Následně byla oblast tureckými vojsky vypleněna. Její centrum, město Smyrna, zčásti lehlo popelem, část řeckého obyvatelstva byla vyvražděna a zbytek uprchl do Řecka. Řecké osídlení Smyrny, které do té doby čítalo na 200 tisíc osob, tak zaniklo.
S ideologií „Velkého Řecka“ dnes sympatizují řečtí nacionalisté, ale i neonacisté a neofašisté. K myšlence se rovněž hlásí řecká krajně pravicová strana Zlatý úsvit.